# Lillooet Lake
Lillooet Lake är en sjö i Kanada.   Den ligger i provinsen British Columbia, i den sydvästra delen av landet, 3 500 km väster om huvudstaden Ottawa. Lillooet Lake ligger 197 meter över havet. Arean är 34 kvadratkilometer. Den sträcker sig 19,3 kilometer i nord-sydlig riktning, och 10,5 kilometer i öst-västlig riktning.
I omgivningarna runt Lillooet Lake växer i huvudsak barrskog. Trakten runt Lillooet Lake är nära nog obefolkad, med mindre än två invånare per kvadratkilometer.